# Замієві
Замієві (Zamiaceae) — родина голонасінних рослин класу саговникоподібні (Cycadopsida). Рослини характеризуються роздвоєними паралельними жилками на сегментах перистих листків та зібраними в мегастробіли мегаспорофілами.

## Класифікація
Родина включає 8 родів і понад 100 видів:
- Ceratozamia Hook.f. — Цератозамія
- Dioon Lindl.
- Encephalartos Lehm.
- Lepidozamia Regel
- Macrozamia Miq.
- Microcycas (Miq.) A.DC.
- Zamia L. типовий — Замія

## Галерея

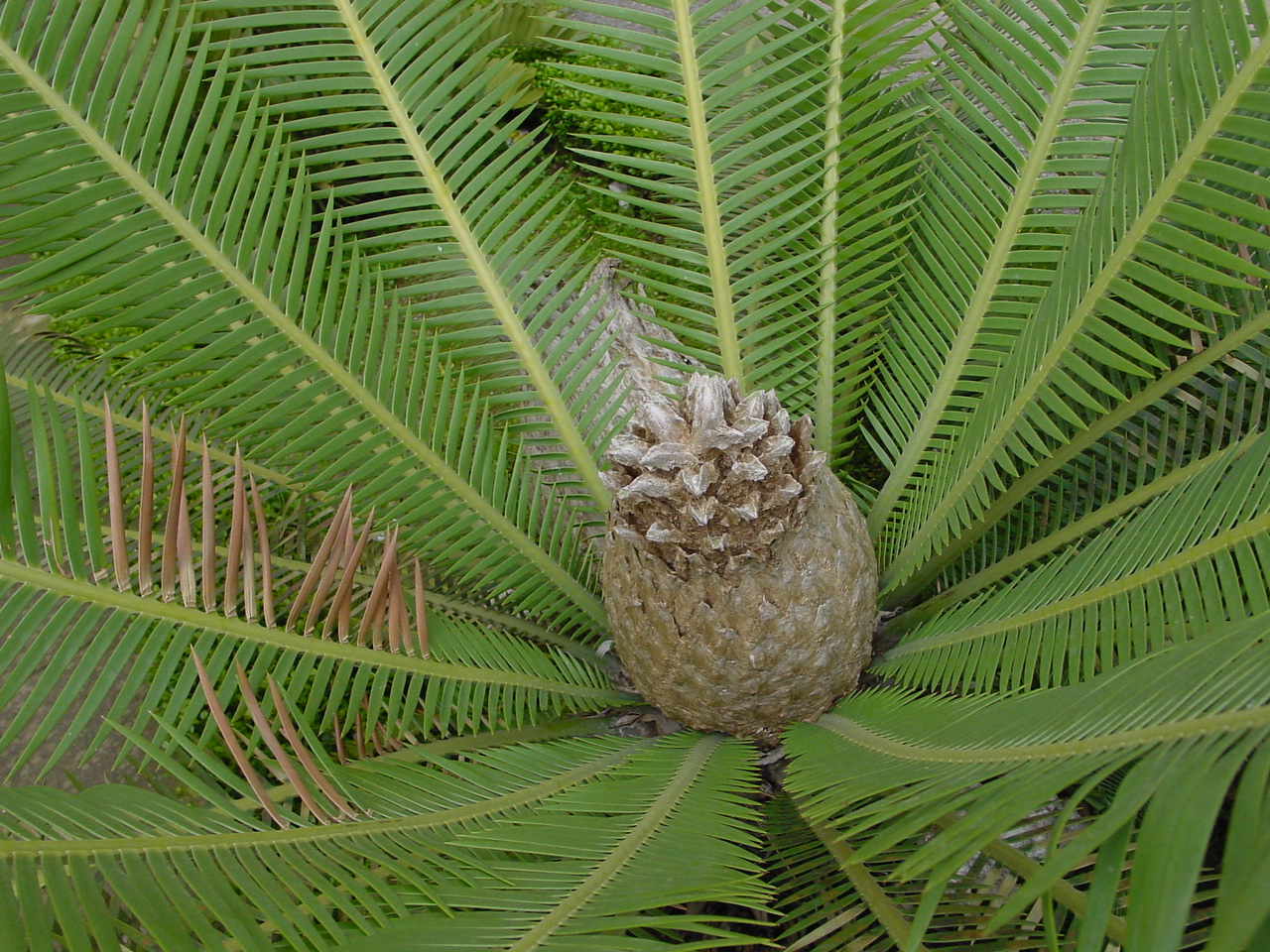
Dioon edule
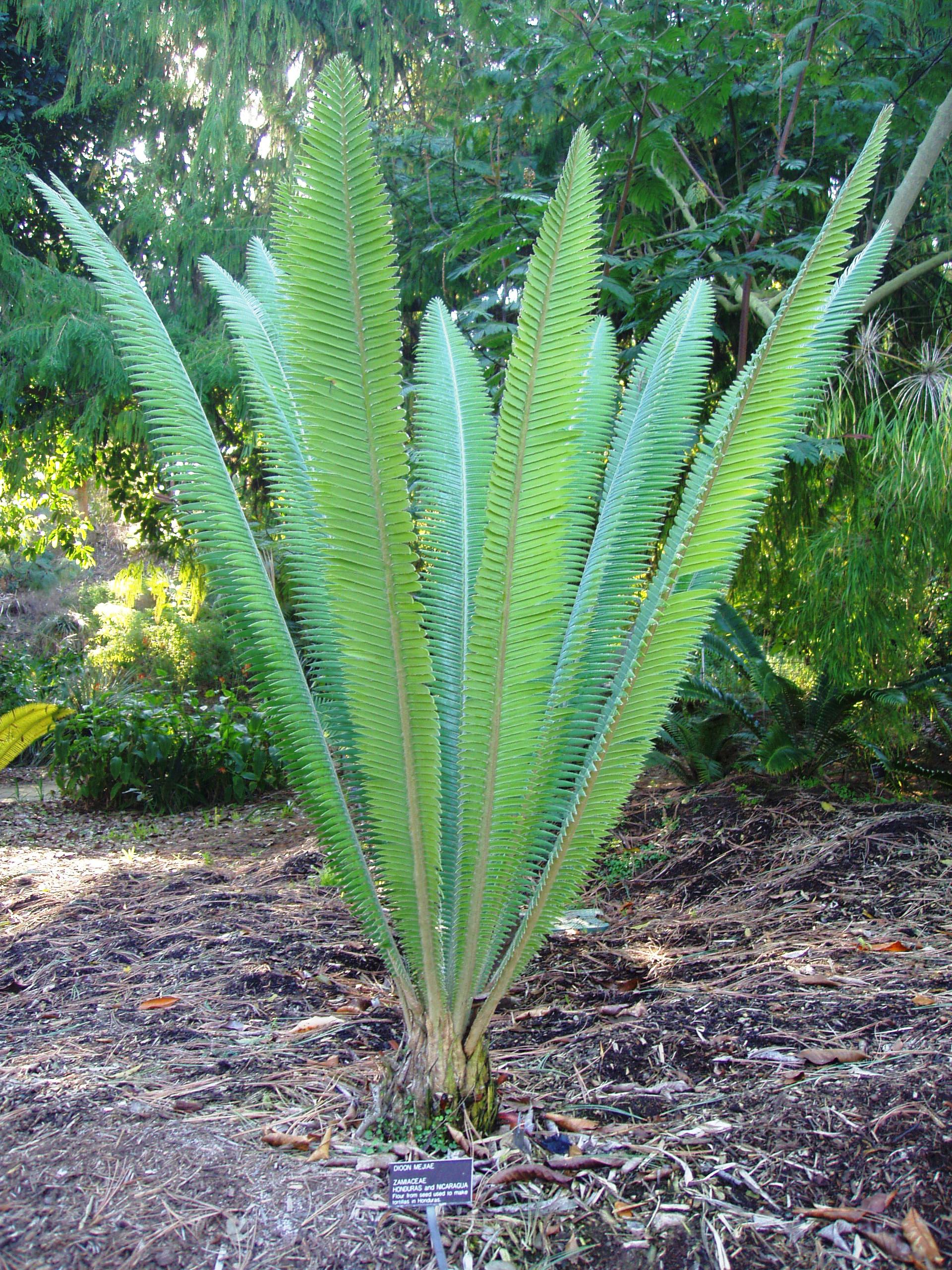
Dioon mejiae
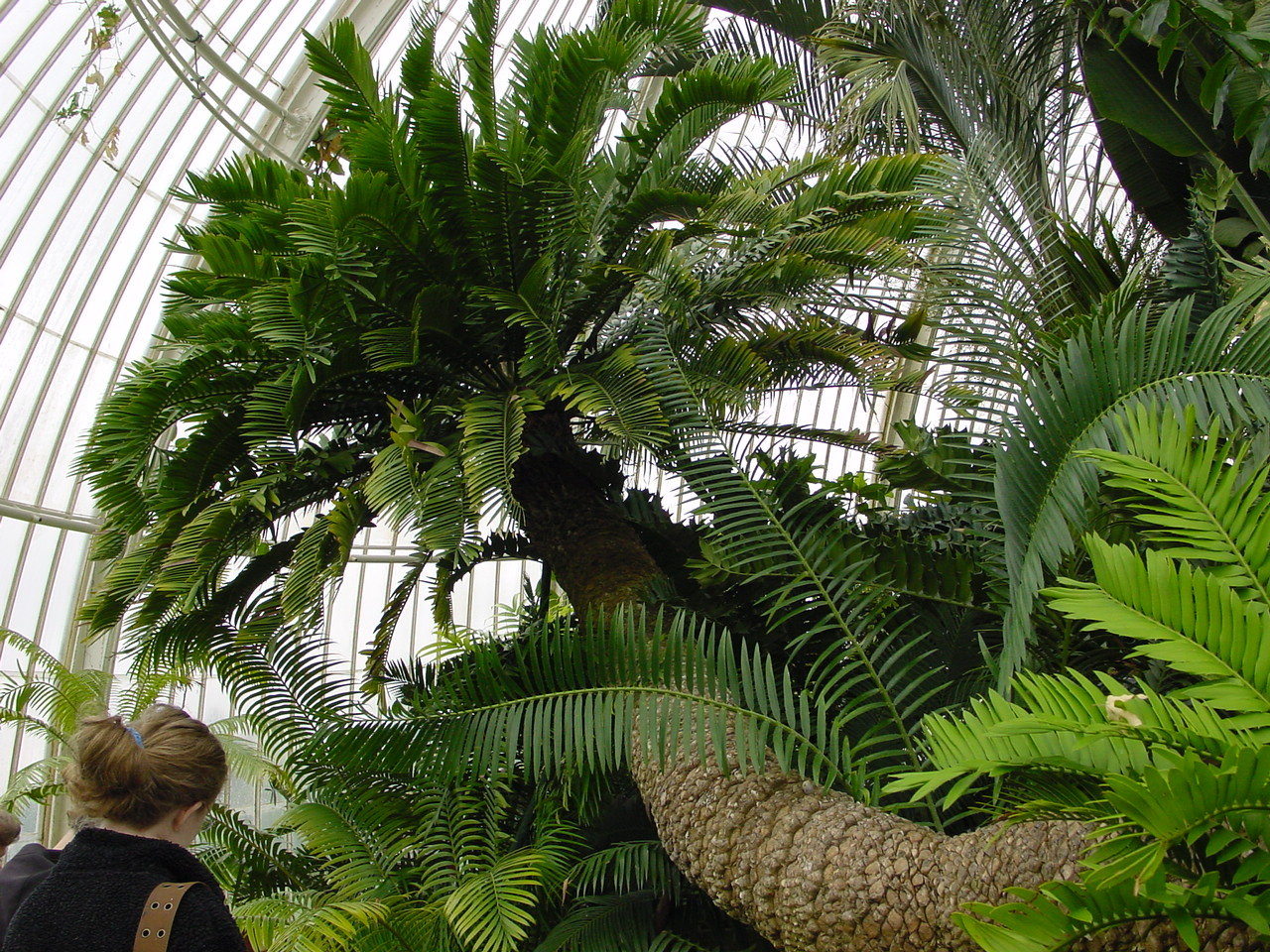
Encephalartos altensteinii
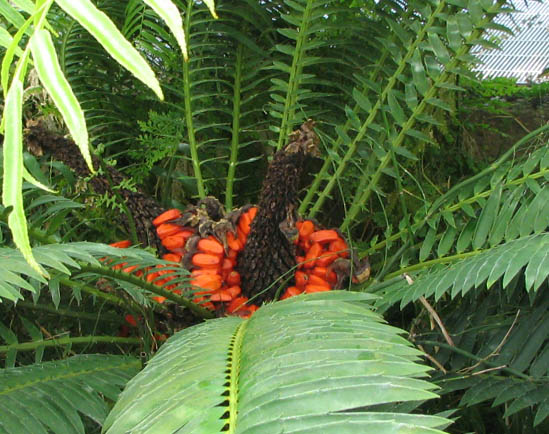
Encephalartos lebomboensis
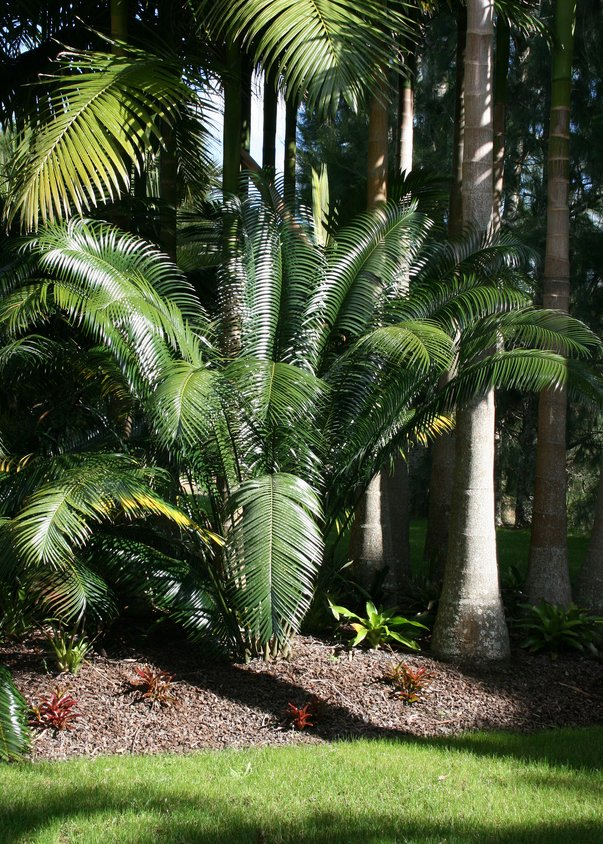
Lepidozamia peroffskyana
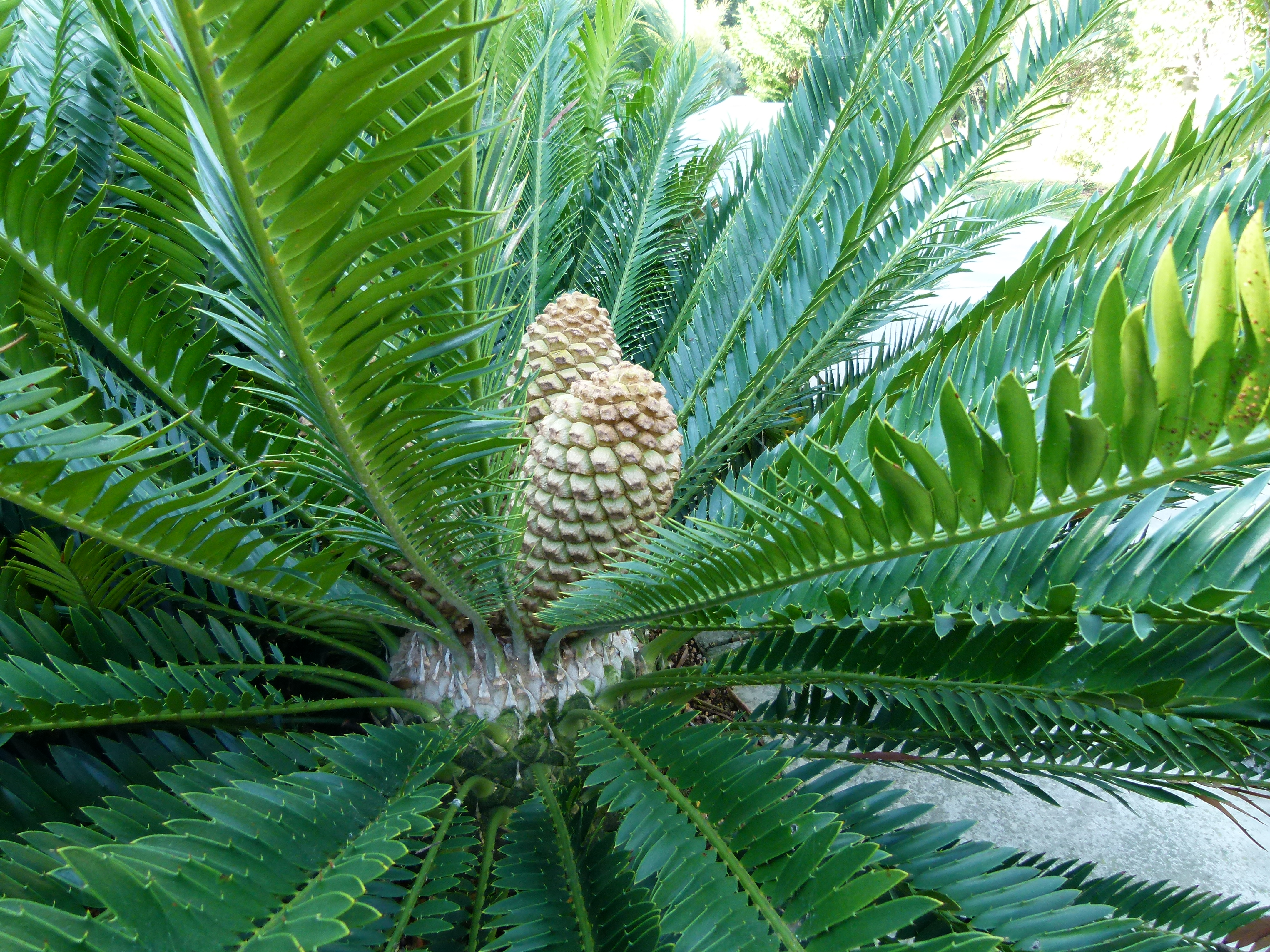
Macrozamia moorei
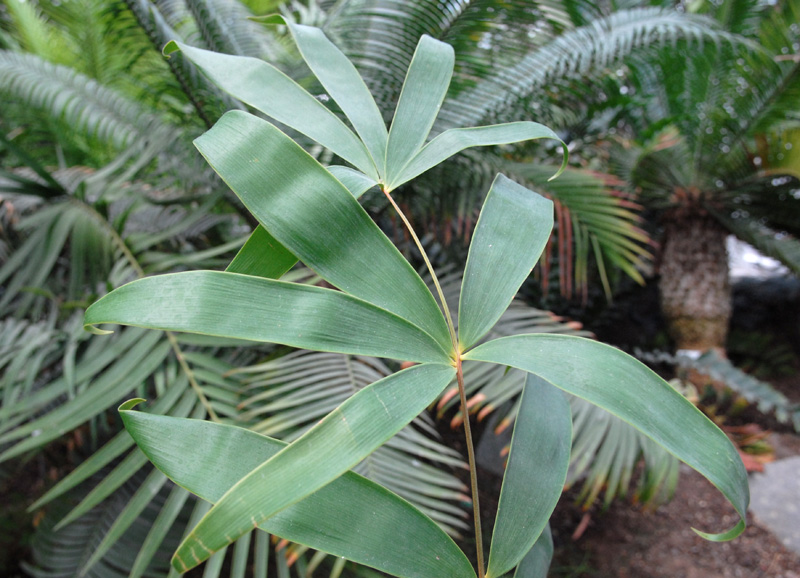
Ceratozamia hildae
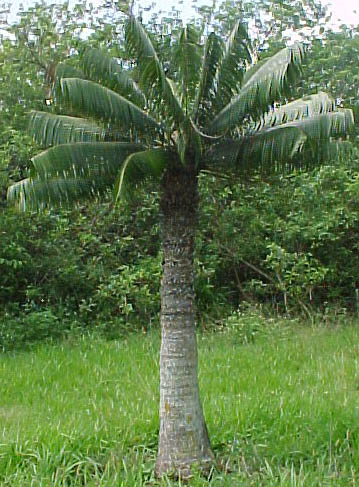
Microcycas calocoma
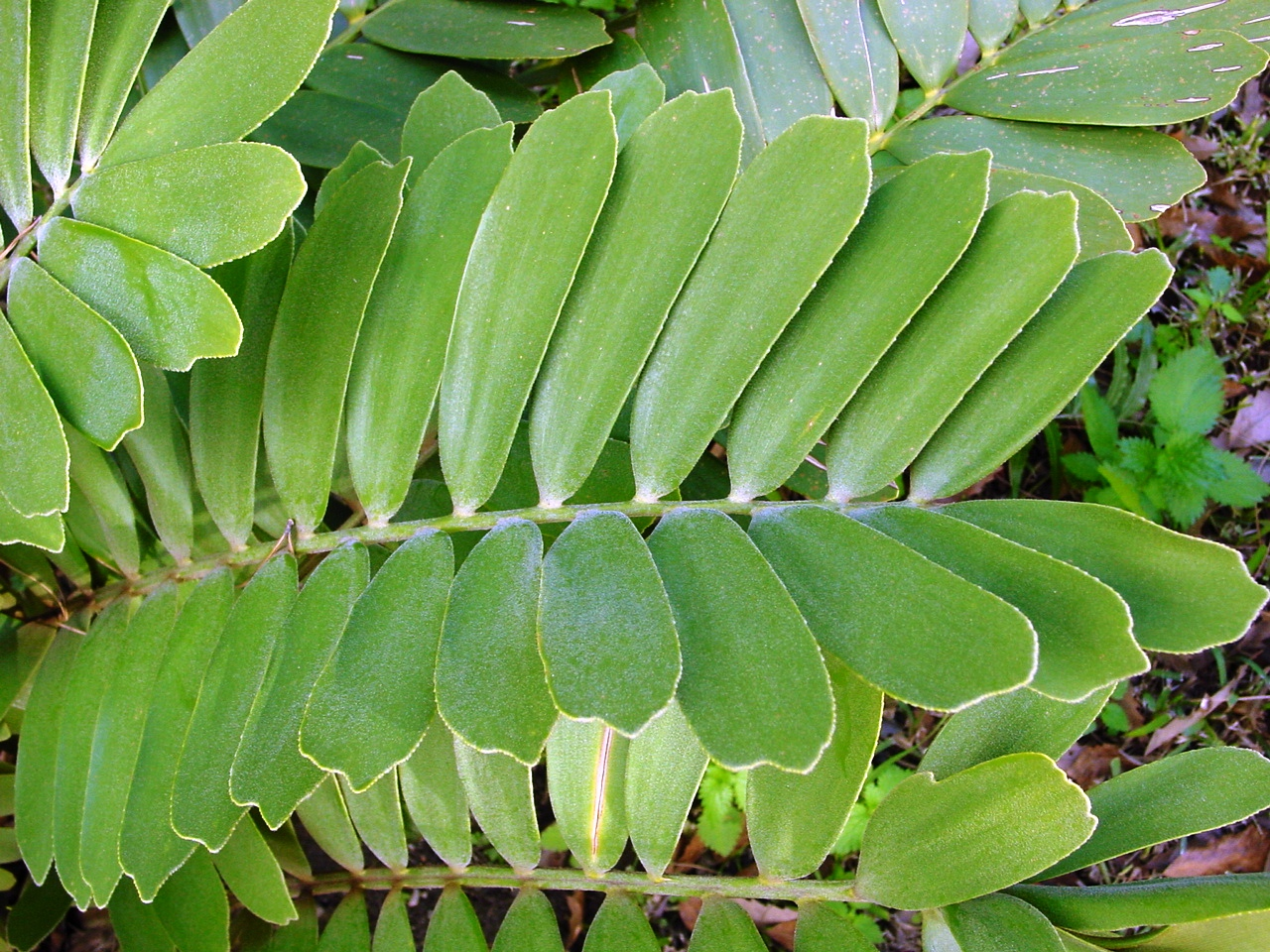
Zamia furfuracea